# Cryphia schwingenschussi
Cryphia schwingenschussi là một loài bướm đêm trong họ Noctuidae.